# 헝가리 대평원

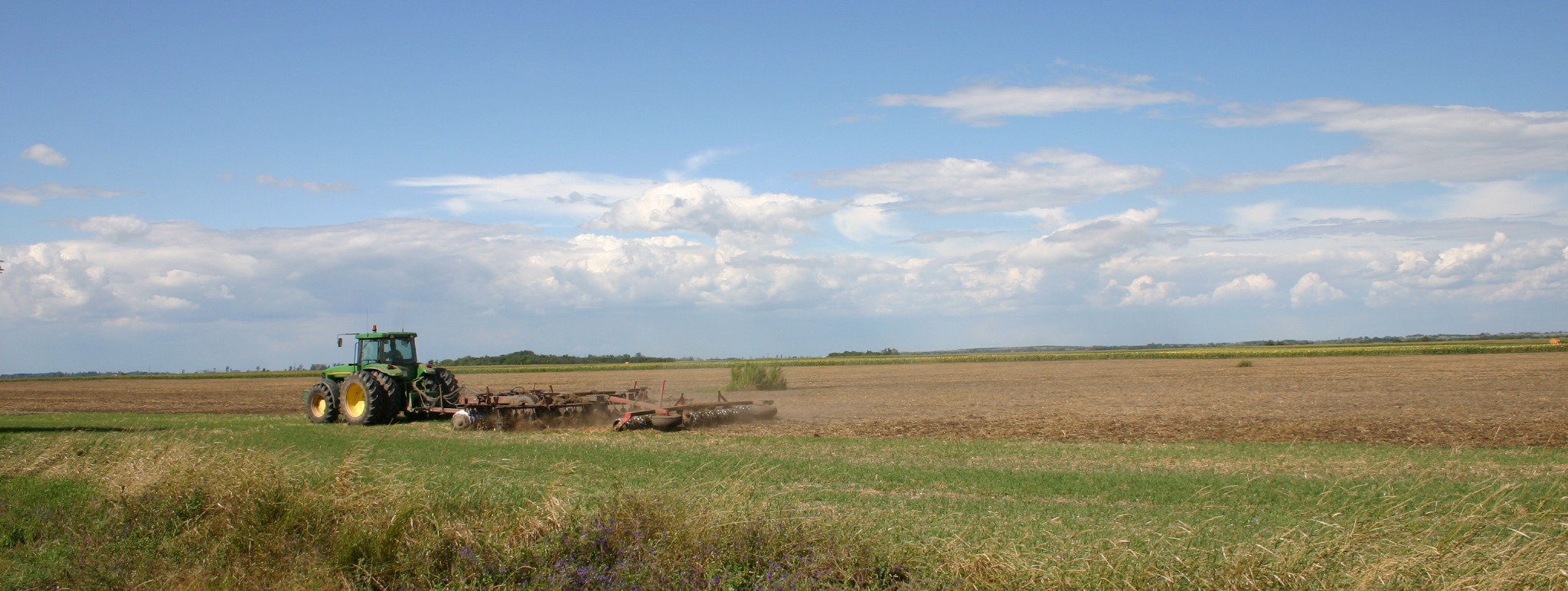
헝가리 대평원

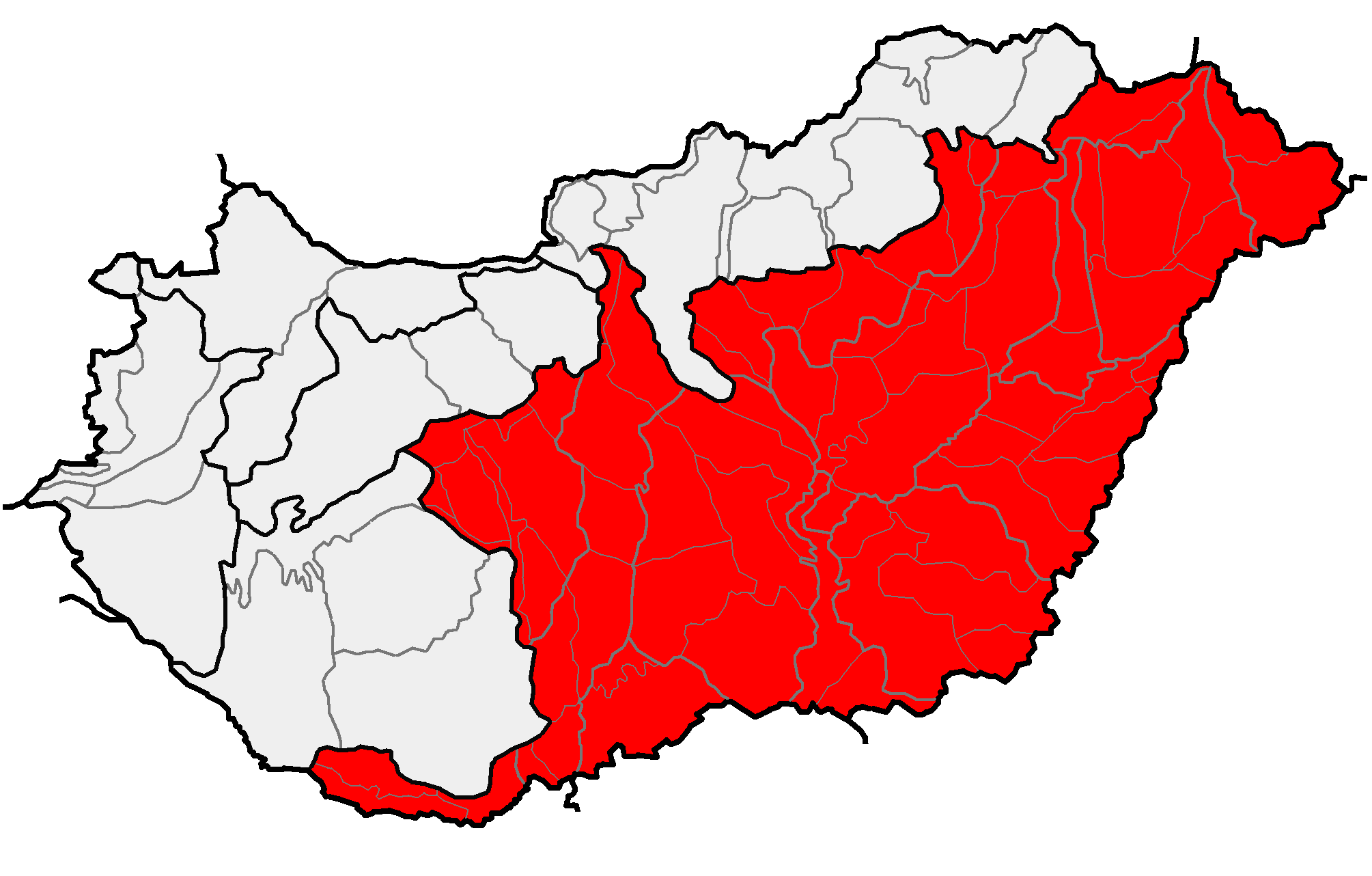
헝가리 내에서 대평원이 차지하는 부분

헝가리 대평원(헝가리어: Alföld 얼푈드[*])는 헝가리 동부의 대부분을 차지하고 있는 넓은 평원으로, 판노니아 평원의 가장 큰 일부이다. 면적은 52,000㎢에 달하여 헝가리 면적의 약 56%에 해당한다. 가장 높은 지역도 해발고도가 183m에 불과하다.
대표적인 도시는 데브레첸이며, 티서강이 헝가리 평원을 지나는 가장 주요한 강이다.

## 같이 보기
- 호르토바지 국립공원
- 카르파티아산맥